# Origines (album de Louis Bertignac)
Pour les articles homonymes, voir Origine (homonymie).
Albums de Louis Bertignac
Premier Rang
(2018)
Origines est un album de Louis Bertignac paru en novembre 2018.
Il rencontre un succès commercial modeste. C'est l'album qui se veut un retour au sources car, comme son nom l'indique, c'est un album de reprises traduites par lui-même en français des chansons rock anglais et américains des années 1960 et 1970 ayant bercé sa jeunesse. L'album a été entièrement enregistré et mixé par l'artiste seul chez lui (sauf le violon joué par Steven Sabbah sur le titre Descends-moi et des chœurs chantés par sa femme Laétitia Brichet et ses filles Lola et Lili). Après la tournée des Insus, le guitariste achète l'album Time de Rod Stewart. Après écoute, le chanteur décide de reprendre la chanson It's Over (présent sur l'album) qu'il traduit lui-même en français. Satisfait du résultat, il décide de réaliser un album de reprises. N'écrivant quasiment plus de chansons depuis l'album Rocks en 1990, le guitariste décide de traduire lui-même les reprises en français pour reprendre confiance en lui, tout en restant simple et fidèle aux testes d'origine. Toutefois, pour ce projet, l'artiste doit demander des droits d'auteurs pour reprendre les différentes chansons, et seuls les ayants droit de Led Zeppelin, Lennon/McCartney des Beatles (pour la reprise Sexy Sadie) et de Jimi Hendrix n'ont pas donné leur accord.
L'artiste considère cet albums comme une série d'exercices : en plus d'avoir écrit seul les textes, il a enregistré l'intégralité des instruments des chansons et l'a mixé avec un ami. C'est sur suggestion de son ami d'utiliser sa chambre comme pochette.

## Liste des titres
| 1.  | J'aime tout de toi | Bob Dylan                     | Precious Angel               | 4:53 |
| 2.  | C'est fini         | Rod Stewart                   | It's Over                    | 4:14 |
| 3.  | Jeune à jamais     | Bob Dylan                     | Forever Young                | 4:28 |
| 4.  | Et ma guitare...   | The Beatles (George Harrison) | While My Guitar Gently Weeps | 4:52 |
| 5.  | Chaque mot         | The Police                    | Every Breath You Take        | 3:59 |
| 6.  | Drôle d'hiver      | Cat Stevens                   | Morning Has Broken           | 3:17 |
| 7.  | Long Distance Love | Little Feat                   | Long Distance Love           | 2:45 |
| 8.  | Au monde           | Blind Faith                   | Can't Find My Way Home       | 4:11 |
| 9.  | Coquine            | JJ Cale                       | Cocaine                      | 3:48 |
| 10. | Tu sais sans toi   | Bob Dylan et George Harrison  | If Not for You               | 3:19 |
| 11. | Descends-moi       | The Rolling Stones            | Dead Flowers                 | 4:44 |
| 12. | Pour que tu saches | Otis Redding                  | That's How Strong My Love Is | 3:03 |
| 13. | Mais qui c'est     | The Yardbirds                 | A Certain Girl               | 2:30 |
| 14. | Ma gueule          | The Who                       | Won't Get Fooled Again       | 4:14 |